# Čao Portorož (album, 2013)
Čao Portorož je drugi istoimenski studijski album ljubljanske indie rock skupine Čao Portorož, izdan 19. decembra 2013 pri založbi Kapa Records, ki ima sedež v Gali Hali na Metelkovi v Ljubljani. Tam je na dan izida potekala tudi uradna predstavitev albuma. Album je dosegel več pozornosti kot skupinin prvenec z istim naslovom.

## Kritični odziv
Kritični odzivi na album so bili pozitivni. Novinar Veljko Njegovan je v članku v reviji Mladina zapisal: »Nova plošča pravzaprav nadaljuje prvenec – tam, kjer so se takrat ustavili, zdaj pogumno nadaljujejo, mešajo postpunkovsko poetiko z alter rockom devetdesetih let, z nadrealističnimi besedili, ki jih pojejo v različnih jezikih (večinoma v srbohrvaščini), prispevajo k humornemu razpoloženju, kitarista odlično sodelujeta, udarna ritemsekcija pa se z lahkoto sprehaja skozi vseh osem komadov.«
Podobno je Sandi Sadar Šoba za Rockline rekel: »Glasba je premagala šablone, strast nadigrala intelekt, garaža povozila popoidno željo po ugajanju, končni rezultat pa je prava kratkometražna simfonija za ušesa.«

## Seznam pesmi
Vse pesmi je napisala skupina Čao Portorož.
| Št.             | Naslov          | Dolžina |
| --------------- | --------------- | ------- |
| 1.              | „Evroazija‟     | 1:57    |
| 2.              | „Ljubavna‟      | 3:07    |
| 3.              | „Ću‟            | 1:52    |
| 4.              | „Chien‟         | 5:16    |
| 5.              | „Ma‟            | 2:20    |
| 6.              | „84‟            | 1:55    |
| 7.              | „Anže‟          | 2:13    |
| 8.              | „Kino Udarnik‟  | 3:52    |
| Skupna dolžina: | Skupna dolžina: | 22:38   |

## Zasedba

### Čao Portorož
- Anže Petrič — kitara
- Gregor Andolšek — vokal, kitara, bas kitara (8)
- Ivian Kan Mujezinović — bas kitara, vokal, kitara (8)
- Aljoša Cetinski — bobni

### Ostali
- Nika Ravnik — vokal (6)
- Inti Šraj — vokal (6, 8, 9)
- Mina Fina — oblikovanje
- Žarko Pak — produkcija, snemanje, miksanje
- Samo Jurca — asistent miksa
- Janez Križaj — mastering